# 豊浜町 (広島県)
豊浜町（とよはまちょう）は、かつて広島県に存在した町。豊田郡に属した。
芸予諸島の中ほどにある豊島・屋久比島・斎島の全域と大崎下島・三角島のそれぞれ西側約3分の1の部分からなる町である。2005年3月20日、安芸郡の音戸町・蒲刈町・倉橋町及び豊田郡の安浦町・豊町とともに呉市に編入され消滅した。

## 歴史
- 1889年（明治22年）4月1日 - 市町村制施行。豊浜町域には当時豊田郡豊浜村があるだけであった。その後一世紀以上に亙って単独村政→単独町制が続いた。
- 1935年（昭和10年）1月21日 - 尾道港から各島を経由して豊島に向かっていた定期連絡船が沈没。死者11人[1]。
- 1969年（昭和44年）11月3日 - 豊浜村が町制施行して豊浜町になる。
- 2005年（平成17年）3月20日 - 安芸郡音戸・蒲刈・倉橋各町および豊田郡安浦・豊両町とともに呉市に編入されて消滅する。

## 地理

### 島
- 豊島
- 大崎下島（大半は豊田郡豊町に属する）
- 三角島（大半は豊田郡豊町に属する）
- 尾久比島
- 重子岩
- 二窓島
- 斎島

## 名所・旧跡
- アビ渡来群游海面（国の天然記念物）

## 産業
- 漁業と農業が主産業。特に漁業では斎島でかつてアビ漁が行われていた。農業ではみかんやレモンを中心とした柑橘栽培が盛んである。

## 大字（2005年3月19日当時のデータ）
- 斎島（いつきしま）
- 大浜（おおはま）
- 豊島（とよしま）

## 交通（2005年3月19日当時のデータ）

### 鉄道
町内は一切通っていない。

### 道路
- 国道

町内は一切通っていない。
- 県道
  - 主要地方道

町内は一切通っていない。
  - 一般県道
    - 広島県道354号豊島線（豊島内） - 1960年10月10日告示682号で指定[2]
    - 広島県道355号大崎下島循環線（大崎下島内） - 1960年10月10日告示682号で指定[2]
    - 広島県道356号豊浜蒲刈線（豊島大橋） - 1999年12月20日告示1159号で指定[2]

呉市と合併当時は豊島大橋は建設中。大浦港（上蒲刈島）・豊島港・立花港（大崎下島）間に相当する区間の航路（フェリー）があった。

### 航路
- 豊島港…斎島への高速船が発着する。
- 立花港…斎島・豊島への高速船が発着する
- 大浜港…斎島への高速船が発着する。
- 斎島港…大崎下島・豊島からの高速船が発着する。

## 教育（2005年3月19日当時のデータ）

### 小学校
- 豊浜町立豊島小学校
  - 2014年（平成26年）に隣島の小学校と統合し廃校した[3]。

### 中学校
- 豊浜町立豊浜中学校